# Sewol (schip, 1994)
De Sewol (Koreaans: 세월호; Hanja: 歲月號) is een Koreaanse veerboot, die op 16 april 2014 in de Gele Zee kapseisde op zijn route van havenstad Incheon naar het eiland Jeju.. Er waren 476 mensen aan boord, van wie er 304, waaronder veel kinderen, de ramp niet overleefden.
15 bemanningsleden werden opgepakt, waaronder de kapitein. Zij werden beschuldigd van nalatigheid en het negeren van de nood van passagiers aan boord. In november 2014 werden kapitein Lee Joon-seok en diverse bemanningsleden veroordeeld. De rechter veroordeelde de kapitein wegens nalatigheid en het verlaten van het schip tot 36 jaar gevangenisstraf. De belangrijkste stuurman kreeg 30 jaar gevangenisstraf en 13 andere bemanningsleden kregen celstraffen opgelegd tot 20 jaar.
In maart 2017 werd het wrak boven water getakeld. Het schip werd naar de haven van Mokpo gebracht. Aan wal zou het wrak uitgebreid worden doorzocht om erachter te komen waardoor het schip kapseisde en zonk. Verder waren de lichamen van negen slachtoffers nog niet geborgen.

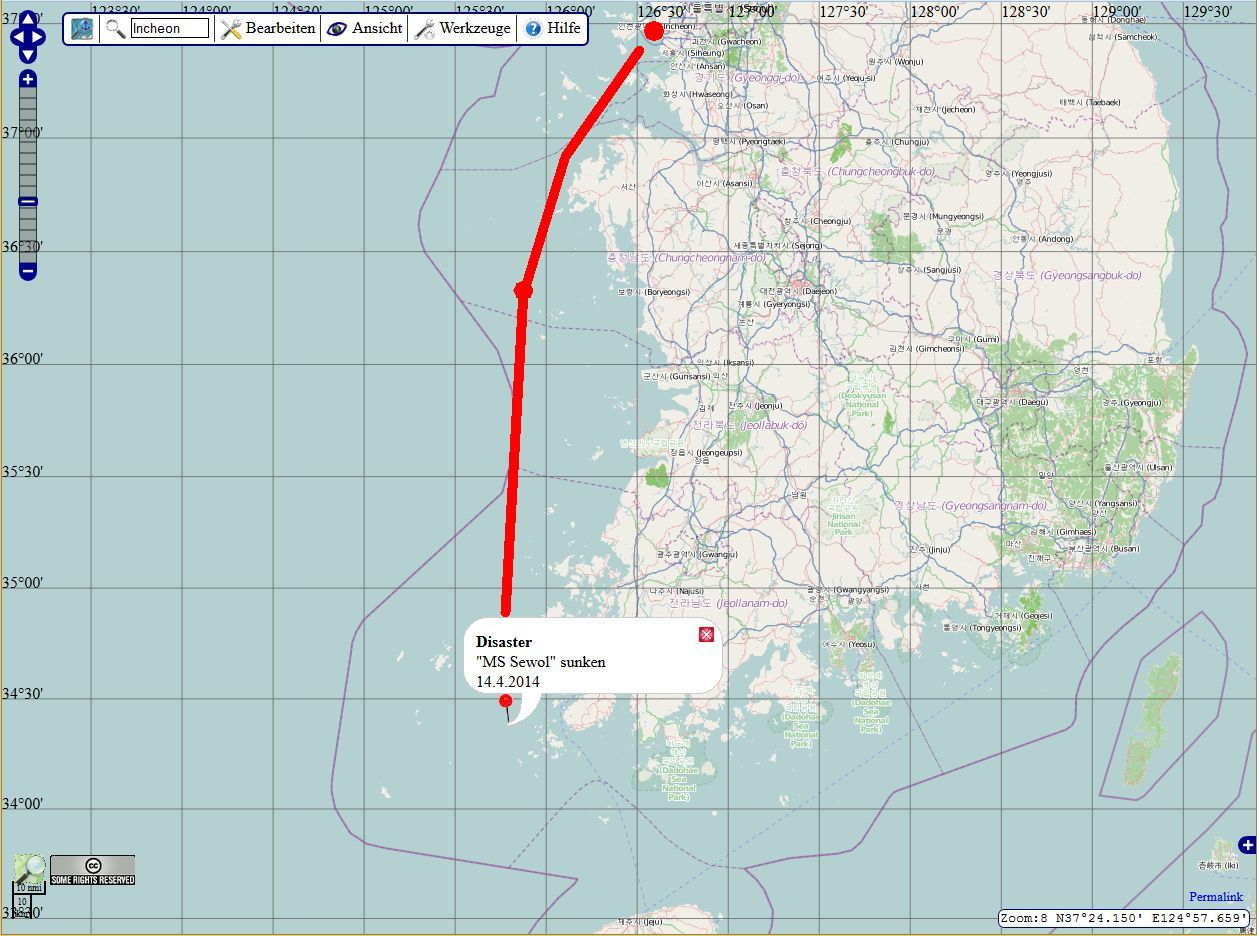
Laatste positie op OpenSeaMap

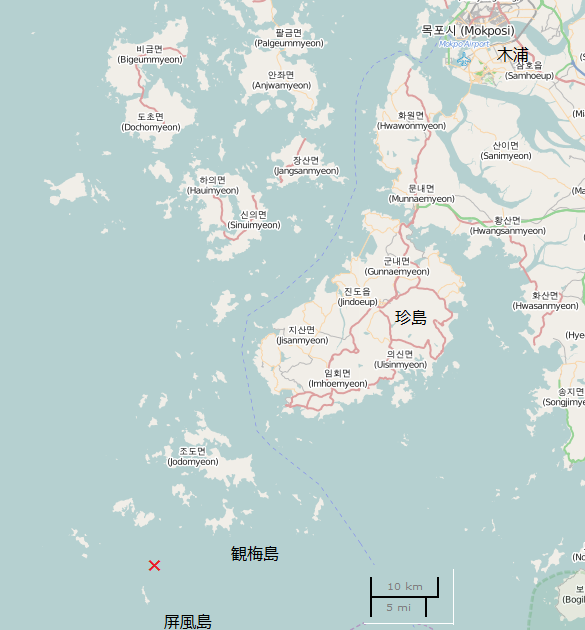
Ca. kapseizen positie